# Totenberg (Vorderer Vogelsberg)
Der Totenberg (auch Todtenberg genannt) bei Treis an der Lumda im hessischen Landkreis Gießen ist ein 357,5 m ü. NHN hoher Berg im, dem Vogelsberg vorgelagerten, Vorderen Vogelsberg.

## Namensursprung
Forstorte mit dem Namen Totenberg gibt es häufiger. Anders als mutmaßlich beim Totenberg im Bramwald geht die Bezeichnung hier nicht auf einen indogermanischen Wortstamm zurück. Vielmehr steht der Name wahrscheinlich in Verbindung mit einer östlich des Berges gelegenen Wüstung Totenhausen (auch Dodenhausen, Todenhausen) mittelalterlicher Zeitstellung. Der Siedlungsname wird von der Sprachforschung mit einem Personennamen – Dodo oder Teito – in Verbindung gebracht.

## Geographie

### Lage

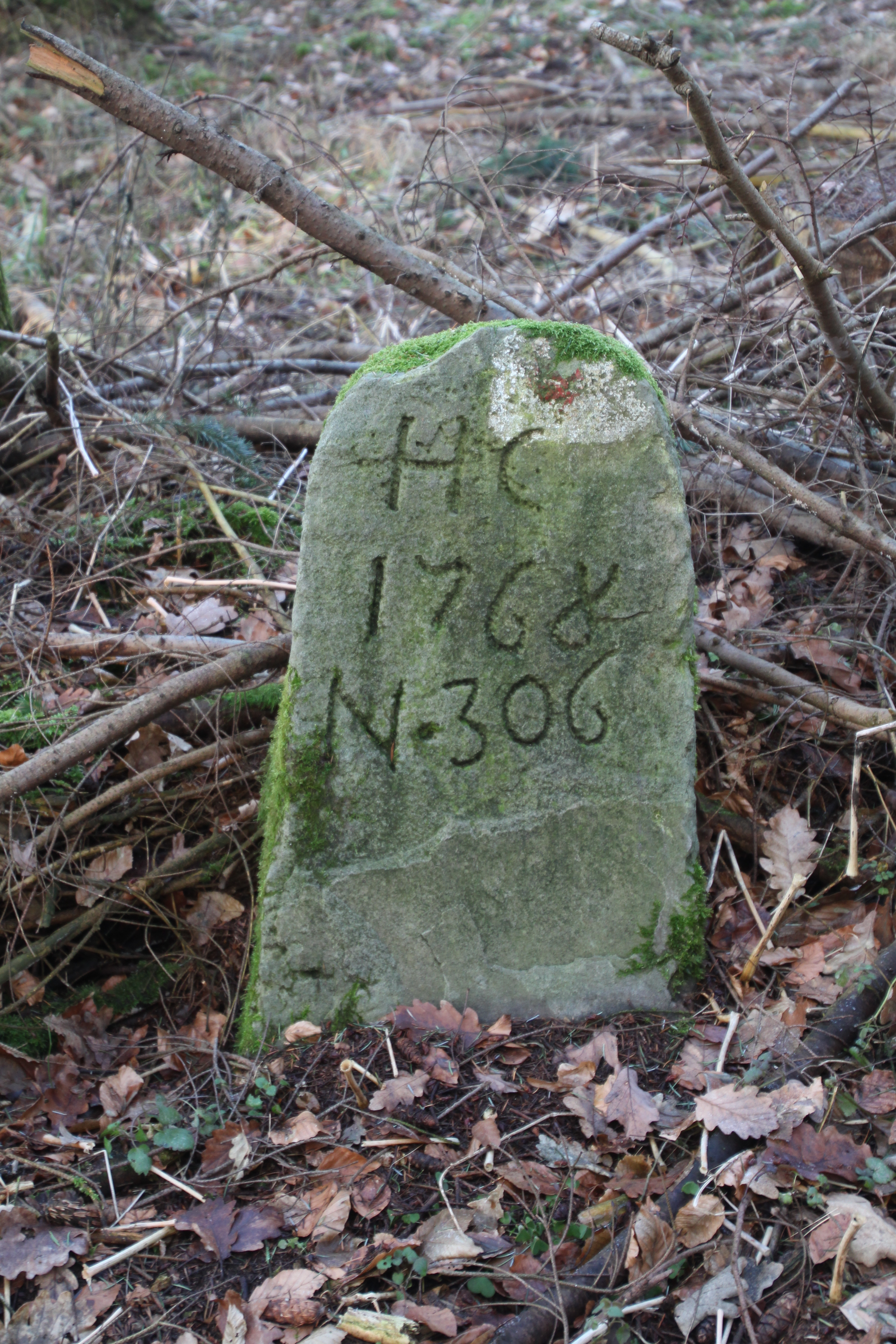
Gipfelnaher Grenzstein der Landgrafschaften Hessen-Cassel (HC) und Hessen-Darmstadt (Nr. 306 von 1768)

Der Totenberg befindet sich im Norden des Landkreises Gießen und im westlichen Teil des Vorderen Vogelsbergs. Sein Gipfel liegt 1,1 km nördlich von Treis an der Lumda, 3,7 km nordöstlich von Mainzlar und 2,2 km westlich von Allendorf. Die Grenze der Städte Staufenberg und Allendorf verläuft in Gipfelnähe über die nordöstlichen Hochlagen des Berges. An gleicher Stelle verlief die Grenze der Landgrafschaften Hessen-Cassel im Norden und Hessen-Darmstadt im Süden.
Im benachbarten Landkreis Marburg-Biedenkopf liegt 2,6 km nördlich Ilschhausen. Südlich des Berges fließt die Lumda, die 7,7 km (jeweils Luftlinie) südwestlich des Berggipfels bei Lollar in die Lahn mündet.

### Naturräumliche Zuordnung
Der Totenberg gehört in der naturräumlichen Haupteinheitengruppe Westhessisches Bergland (Nr. 34), in der Haupteinheit Vorderer Vogelsberg (349) zur Untereinheit Lumda-Plateau oder Flächen des Vorderen Vogelsberges (349.0).

### Topographie und Geologie
Der Totenberg steigt bei Treis an der Lumda um etwa 188 m aus dem Lumdatal bis auf 357,5 m Höhe (Gipfellage) an. Er ist eine Kuppe aus Basalt, seine Flanken sind von typischen periglaziären Lagen mit Lößbeimengung bedeckt.

## Schutzgebiete
Auf dem Totenberg liegt das Landschaftsschutzgebiet (LSG) Totenberg (CDDA-Nr. 378706; 1964 ausgewiesen; 1,3705 km² groß). Im Osten des LSG befinden sich Teile des Vogelschutzgebiets Steinbrüche in Mittelhessen (VSG-Nr. 5414-450; 3,2733 km²).

## Geschichte
Der Totenberg birgt mehrere archäologische Besonderheiten. Bei Nachforschungen an Abris aus Quarzit, die sich am südöstlichen Hangfuß befinden, kamen altsteinzeitliche Steinwerkzeuge zutage; ein Ringwall von etwa 120 × 210 m Größe (ca. 1,78 ha), auf dem Bergplateau erbrachte archäologische Streufunde unterschiedlicher Zeitstellung, insbesondere der Michelsberger Kultur, der älteren Eisenzeit und des Frühmittelalters. Jüngste archäologische Untersuchungen erwiesen den Ringwall als karolingische Ringmauer. Eine vorgeschichtliche Befestigung ist bislang nicht nachzuweisen. In der Ostflanke des Berges liegt ein Basaltsteinbruch.

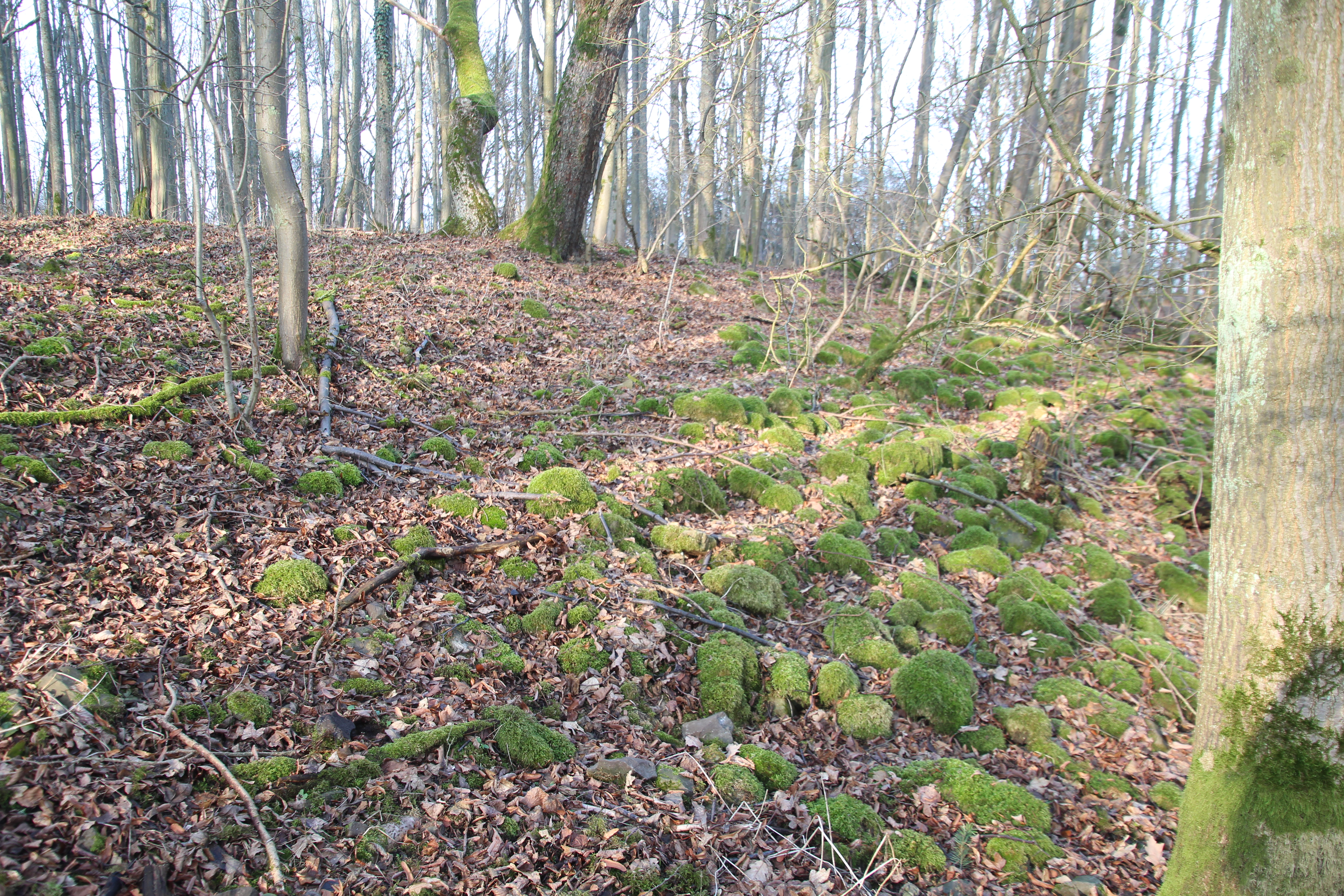
Wallreste der frühmittelalterlichen Wallburg
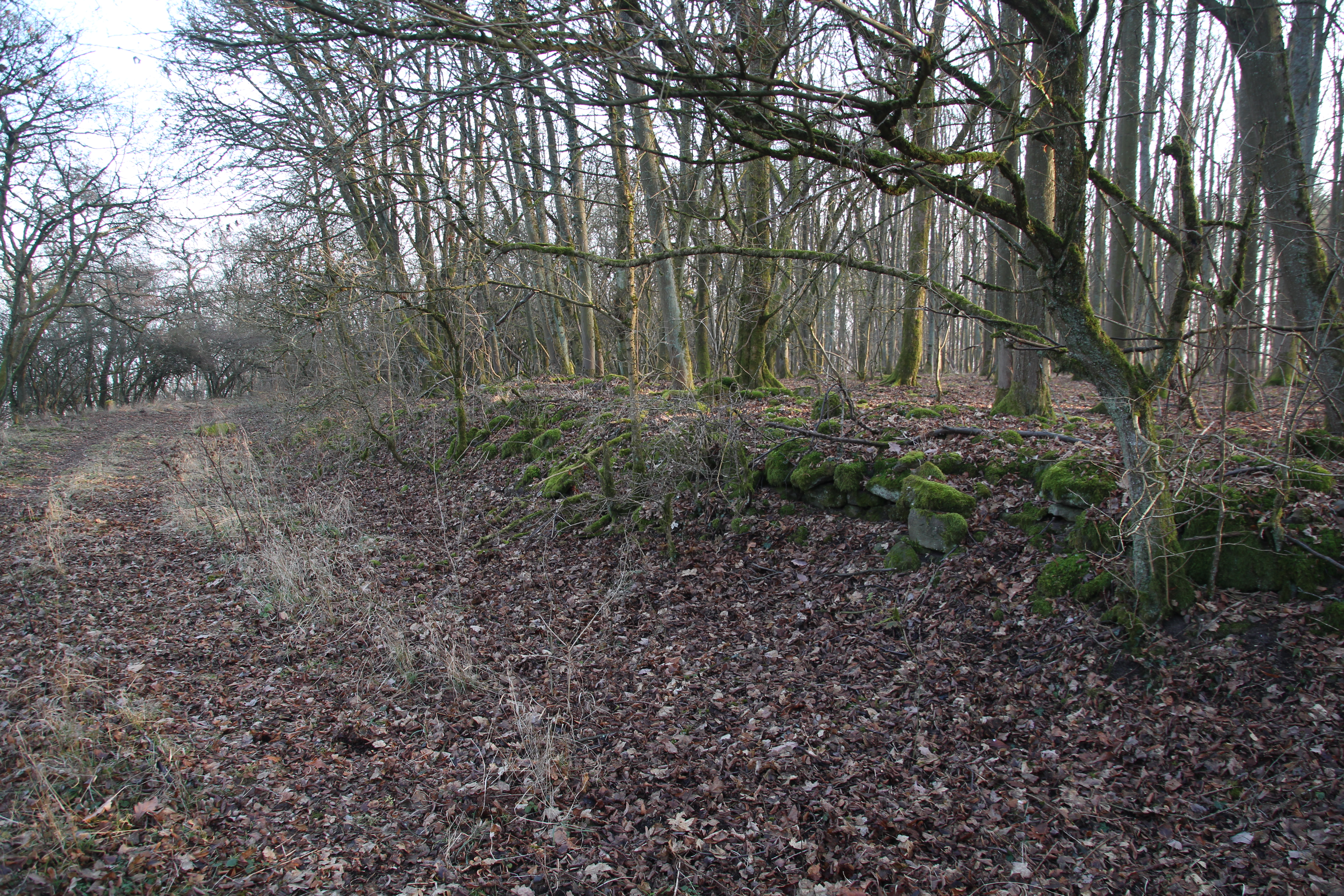
Reste der Burgmauer der Wallburg aus Richtung Norden
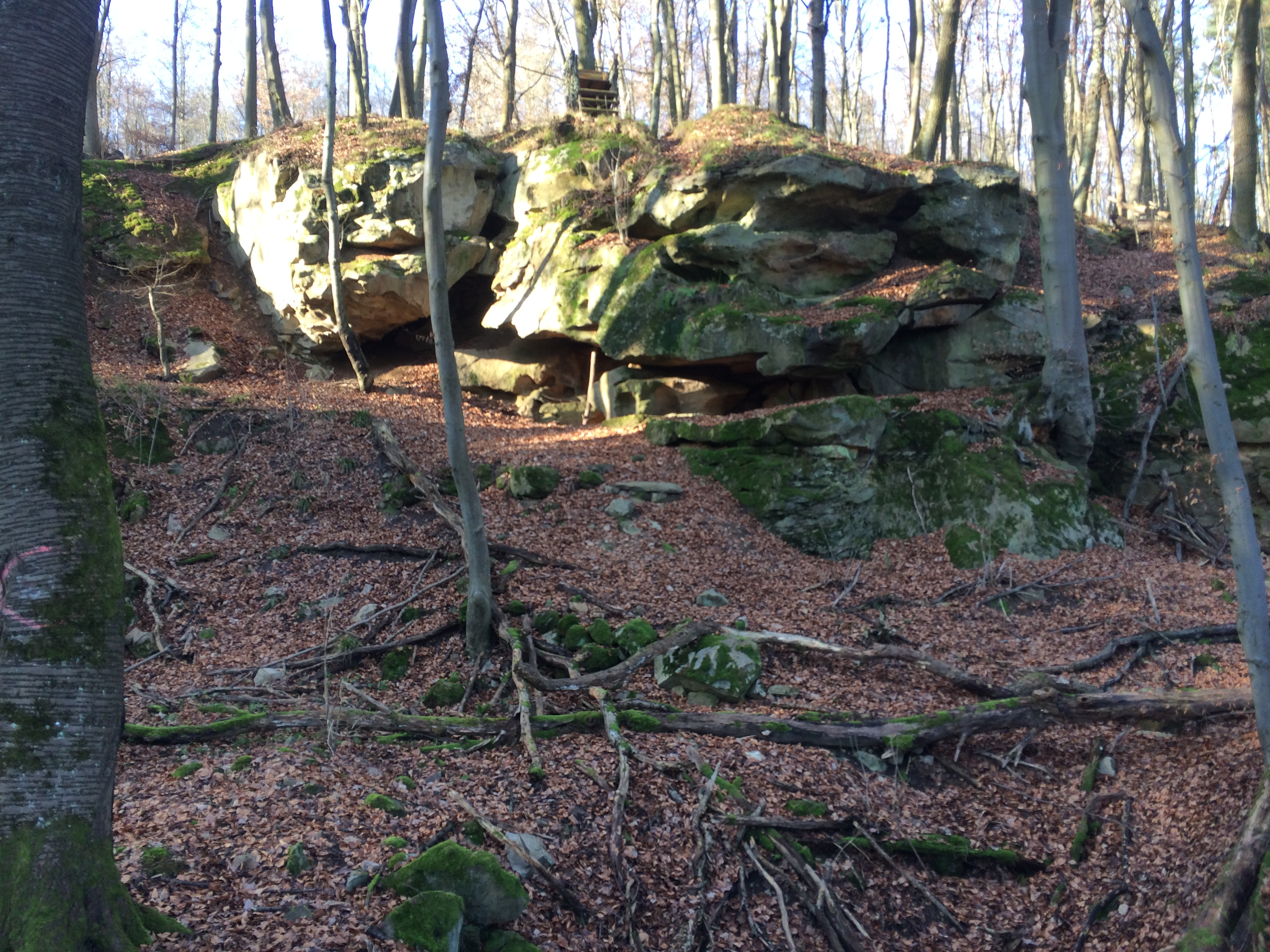
Paläolithische Abris am Fuß des Totenbergs
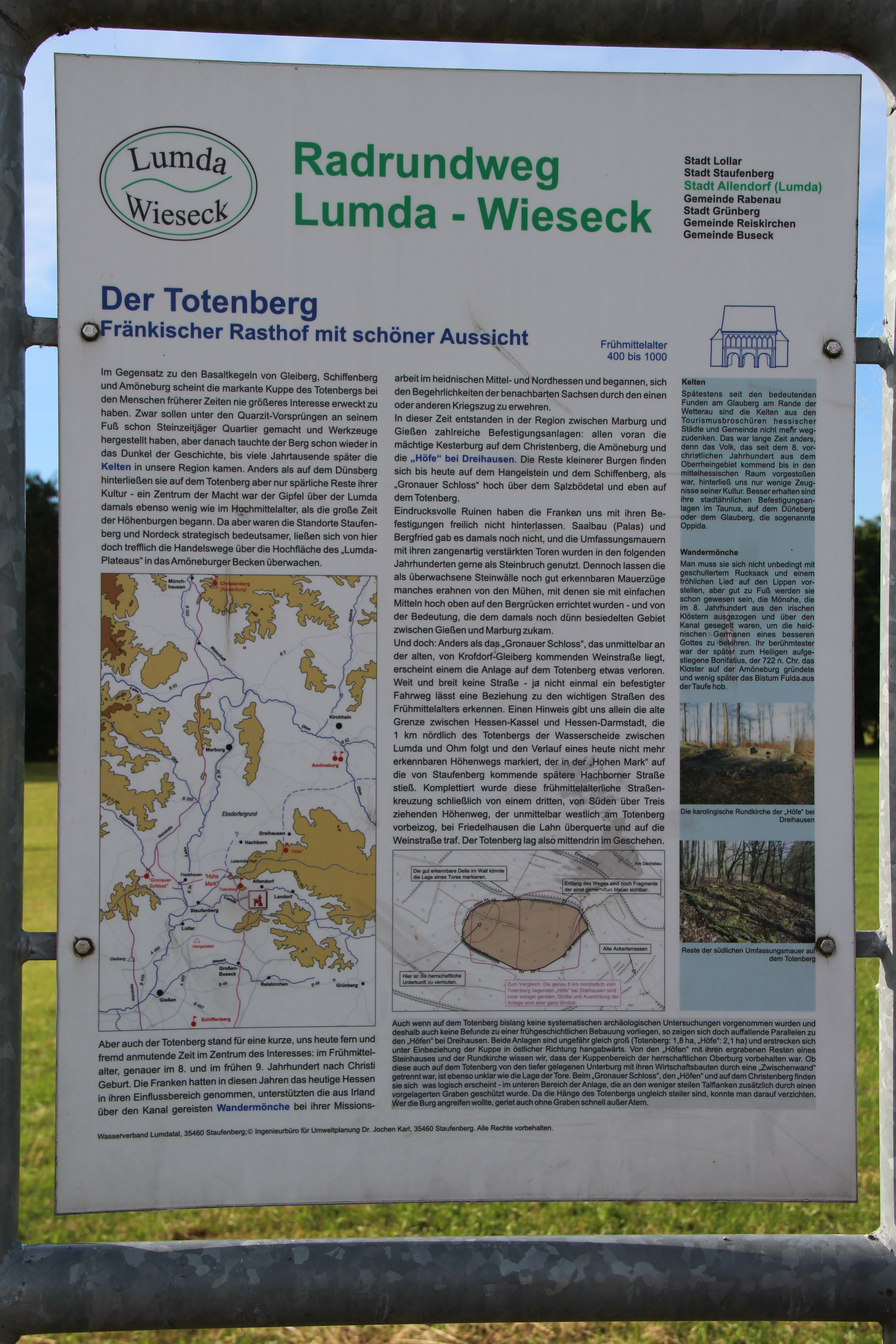
Informationstafel zum Totenberg am Lumda-Wieseck Radwanderweg

## Verkehr und Wandern
Südlich vorbei am Totenberg führt entlang der Lumda von Mainzlar durch Treis an der Lumda nach Allendorf die Landesstraße 3146. Zum Beispiel an dieser Straße beginnend kann der Berg – auf besonders im Bereich seiner Hochlagen Waldwegen und -pfaden – erwandert werden. Südlich vorbei am Berg führt durch Treis entlang der Lumda der 45 km lange Radwanderweg Lumda-Wieseck, an dem die Informationstafel Der Totenberg steht, der auch Wissenswertes zu hiesiger Wallanlage, zu Kelten und Wandermönchen zu entnehmen ist.